# Anna Bikont
Anna Krystyna Bikont z domu Kruczkowska (ur. 17 lipca 1954 w Warszawie) – polska dziennikarka, reporterka i pisarka żydowskiego pochodzenia.

## Życiorys
Jest absolwentką biologii i psychologii. Pracowała jako asystentka na Wydziale Psychologii Uniwersytetu Warszawskiego. Po wprowadzeniu stanu wojennego weszła w skład zespołu redakcyjnego drugoobiegowego „Tygodnika Mazowsze”, największego pisma podziemnej „Solidarności”. Współtworzyła „TM” do 1989, to jest do czasu zakończenia jego działalności. Od czasu powstania „Gazety Wyborczej” w 1989 pozostaje związana z tym dziennikiem.
Jest autorką i współautorką książek oraz zbiorów reportaży. Jej publikacje były tłumaczone na język angielski, chiński, czeski, francuski, hebrajski, hiszpański, holenderski, portugalski, niemiecki, szwedzki oraz włoski. Jej książka My z Jedwabnego została nagrodzona Europejską Nagrodą Książkową i była finalistką Nagrody Literackiej „Nike” 2005. Wspólnie z Joanną Szczęsną napisała m.in. Pamiątkowe Rupiecie, Biografia Wisławy Szymborskiej oraz Lawina i kamienie. Pisarze wobec komunizmu, za którą autorki uhonorowano Nagrodą Wielką Fundacji Kultury. W 2018 była nominowana do Nagrody Literackiej „Nike”, została laureatką Nagrody Literackiej m.st. Warszawy (w kategorii edycja warszawska) za książkę Sendlerowa. W ukryciu, a także laureatką poznańskiej Nagrody im. Adama Mickiewicza. Za książkę o Irenie Sendlerowej w 2018 otrzymała również Nagrodę im. Ryszarda Kapuścińskiego za Reportaż Literacki.

## Życie prywatne
Jest córką Wilhelminy Skulskiej. Jej mężem był Piotr Bikont, z którym ma dwie córki: Maniuchę i Aleksandrę.

## Odznaczenia i wyróżnienia
- Krzyż Oficerski Orderu Odrodzenia Polski – 2014[14][15]
- Krzyż Kawalerski Orderu Odrodzenia Polski – 2011[16]
- Tytuł doktora honoris causa Uniwersytetu w Göteborgu – 2017[17]

## Wybrane publikacje
- Małe vademecum PeeReLu. Z wycinków gazet podziemnych w formie kalendarza robotniczego na rok 1990 (współautor), Wyd. Agora, Warszawa 1990.
- I ciągle widzę ich twarze. Fotografia Żydów Polskich, Wyd. Fundacja Shalom, Warszawa 1996.
- Pamiątkowe rupiecie, przyjaciele i sny Wisławy Szymborskiej (współautor), Wyd. Prószyński i S-ka, Warszawa 1997.
- Epitafia, czyli uroki roztaczane przez niektóre zwłoki (współautor), Wyd. Prószyński i S-ka, Warszawa 1998.
- Limeryki, czyli o plugawości i promienistych szczytach nonsensu (współautor), Wyd. Prószyński i S-ka, Warszawa 1998.
- Nietykalni. Reportaże roku 1999 (współautor), Wyd. Prószyński i S-ka, Warszawa 2000.
- Gen ciekawości. Z wybitnymi naukowcami rozmawiają dziennikarze „Gazety Wyborczej” (współautor), Wyd. Prószyński i S-ka, Warszawa 2004.
- Lawina i kamienie. Pisarze wobec komunizmu (współautor), Wyd. Prószyński i S-ka, Warszawa 2006.
- Kobiety, które igrały z PRLem (współautor), Agora, Warszawa 2012.
- My z Jedwabnego, Wyd. Prószyński i S-ka, Warszawa 2004, Wyd. Czarne, Warszawa 2012.
- Pamiątkowe Rupiecie. Biografia Wisławy Szymborskiej (współautor), Wyd. Znak, Kraków 2012.
- Sendlerowa. W ukryciu, Wyd. Czarne, Wołowiec 2017.
- Jacek (współautor z Heleną Łuczywo), Wyd. Agora i Wyd. Czarne, Warszawa-Wołowiec 2018.
- Lawina i kamienie. Pisarze w drodze do i od komunizmu (współautor, wydanie drugie: zmienione i uzupełnione), Wyd. Czarne, Wołowiec, 2021.
- Cena. W poszukiwaniu żydowskich dzieci po wojnie, Wyd. Czarne, Wołowiec 2022.
- Nigdy nie byłaś Żydówką. Sześć opowieści o dziewczynkach w ukryciu, Wyd. Czarne, Wołowiec 2023.
- Nie koniec, nie początek. Powojenne wybory polskich Żydów, Wyd. Czarne, Wołowiec 2025.